# Kanachikkanahalli, Malur
Kanachikkanahalli là một làng thuộc tehsil Malur, huyện Kolar, bang Karnataka, Ấn Độ.